# 2177 Oliver
2177 Oliver eller 6551 P-L är en asteroid i huvudbältet som upptäcktes den 24 september 1960 av den nederländsk-amerikanske astronomen Tom Gehrels och det nederländska astronomparet Ingrid van Houten-Groeneveld och Cornelis Johannes van Houten vid Palomarobservatoriet. Den är uppkallad efter Bernard M. Oliver.
Asteroiden har en diameter på ungefär 19 kilometer.